# Iloți
În Grecia antică, iloții sau hiloții (în greaca veche Εἵλωτες, Heílôtes) erau o parte din populația autohtonă din Laconia și Messinia aservită spartanilor. Erau persoane care nu aveau niciun fel de drepturi cetățenești, cu o situație socială intermediară între omul liber și sclav, aparținând statului și putând fi împrumutați proprietarilor de pământ. Statutul lor era în unele privințe asemănător celui al șerbilor din Evul Mediu; atașați (lipiți) pământului pe care îl lucrau, ei erau proprietatea statului spartan, dar nu puteau fi cumpărați și vânduți ca sclavii. Existau forme asemănătoare de „hilotism” și în alte zone ale Greciei antice: în Tesalia, Creta și Sicilia.